# Íszín
Íszín (𒉌𒋛𒅔𒆠 i3-si-inKI, azaz ísīn, ma Išān Baḥriyāt, أيشان بحريات) sumer városállam volt az ókori Mezopotámiában, de a sumer korból nem ismerjük uralkodóit. A III. uri dinasztia idején kisebb regionális központ volt, Gula istennő kultuszával, aki később Baba istennővel, Ningirszu feleségével azonosult.
Az uri harmadik dinasztia bukása után élte virágkorát, amikor egy akkád dinasztia került benne hatalomra, amit Isbí-Erra alapított. Az ún. I. íszíni dinasztia, a középső kronológia szerint i. e. 2017 és i. e. 1794 között nemcsak saját városállamuk, hanem Mezopotámia egy jelentősebb része fölött is uralkodtak kezdetben. Később osztozniuk kellett Larszával és Babilonnal a területeken, amiből a legkevesebb Íszínnek jutott.

## Régészeti feltárás
A város romjait 1973-ban egy német expedíció Barthel Hrouda vezetésével ásta ki. Az ásatás legfontosabb lelete a Gula-templom romja volt.